# Lucy Loes
Lucy Loes, artiestennaam van Lucienne Vanbesien, (Oostende, 24 januari 1928 - Bredene, 17 juni 2010) werd ook wel 'd' Ostensche zangeres' genoemd of de 'koningin'. Ze werd geboren in een groot hoekhuis op de kade en groeide op in Oostende. Haar vader was schipper van de reddingsdienst. Sinds enkele decennia woonde Lucy Loes in Bredene. Haar geliefde plaats in Bredene was de visserskapel Onze-Lieve-Vrouw-ter-Duinen, bijgenaamd "Breeningskapel". Dat is een kleine kapel nabij de duinen en sinds de 18de eeuw een bedevaartsplaats voor de vissers. 
Tot haar vijftigste was Lucienne gewoon huisvrouw. Toen opende ze een café - ze doopte 't Valentijntje om in Staminee - en begon te zingen in de zaal aan het café.
Lucy Loes werd bekend met haar vissersliederen gezongen in authentiek Oostends dialect zoals “Min zeekapitein” en “Bie uus ant zeitje”. De volkszangeres wordt "de ongekroonde koningin van het visserslied" genoemd. Lucy Loes was een muzikale late roeping, maar dat weerhield haar er niet van om tussen haar 50ste en haar 80ste uit te groeien tot de bekendste vertolkster van visserliederen, die ze via haar nicht Lucy Monti had leren kennen. Lucy Monti en haar broer Pete Monti (Pierre Bollenberg) schreven deze liederen en Monti zong deze tot haar overlijden in 1978.
't Is gedoan met de dikke madam, Bie uus an 't zeetje, Die visscher van mien, Kléén verdriet, groot verdriet, Let op, 't goat in de boembas staan, Op de viertorre, Ziet heur steppen toe an de Konterdam, Me ventje kom noar huis en Op de vismarkt zien 'k geboren zijn allen oorspronkelijk van Pete Monti en zijn zuster. Deze vissersliederen werden op vinyl LP uitgebracht begin jaren 1970.
Lucy Loes werd vaak gevraagd om lokale feestjes op te luisteren en wat sfeer te brengen. Zij trad jaarlijks op tijdens de Paulusfeesten waar vele duizenden mensen samenkomen op het Sint-Petrus- en Paulusplein te Oostende. Ze werd in de regio bejubeld en kreeg verschillende prijzen, met als hoogtepunt het ere-burgerschap van Bredene. Ze beschrijft haar liefde voor Oostende tijdens een gesprek met Rick de Leeuw.
In 2000 werd ze met "Min zeekapiteing" bekend voor het grote publiek via Betty in de eerste reeks van het VTM-programma Big Brother.
In het VRT-archief vinden we onder meer een reportage uit het programma "Het Rapport Zeewater" waarin Sergio in Oostende Lucy Loes en haar kleinkinderen ontmoet. Later was ze samen met Johan Vande Lanotte nog te gast bij Marcel Vanthilt in "Zomer 2008". Het gesprek ging vooral over geweld en veiligheid in Oostende, maar het ging ook even over haar carrière.
In 2010 kwam de overleden zangeres enkele afleveringen aan bod in het VRT-programma "De Vissershaven". Dit werd toen voor het eerst uitgezonden sinds de opnamen die van 2006 dateren.
Lucy bleef echter niet gespaard van leed. Ze was weduwe van Gustaaf Van Meerbeeck (1926-1996) en verloor later haar vriend Danny Pille (1958-2004). Het liedje Die visscher van mien droeg ze op aan haar broer die op zee verongelukte op 39-jarige leeftijd.

## Gehuldigd

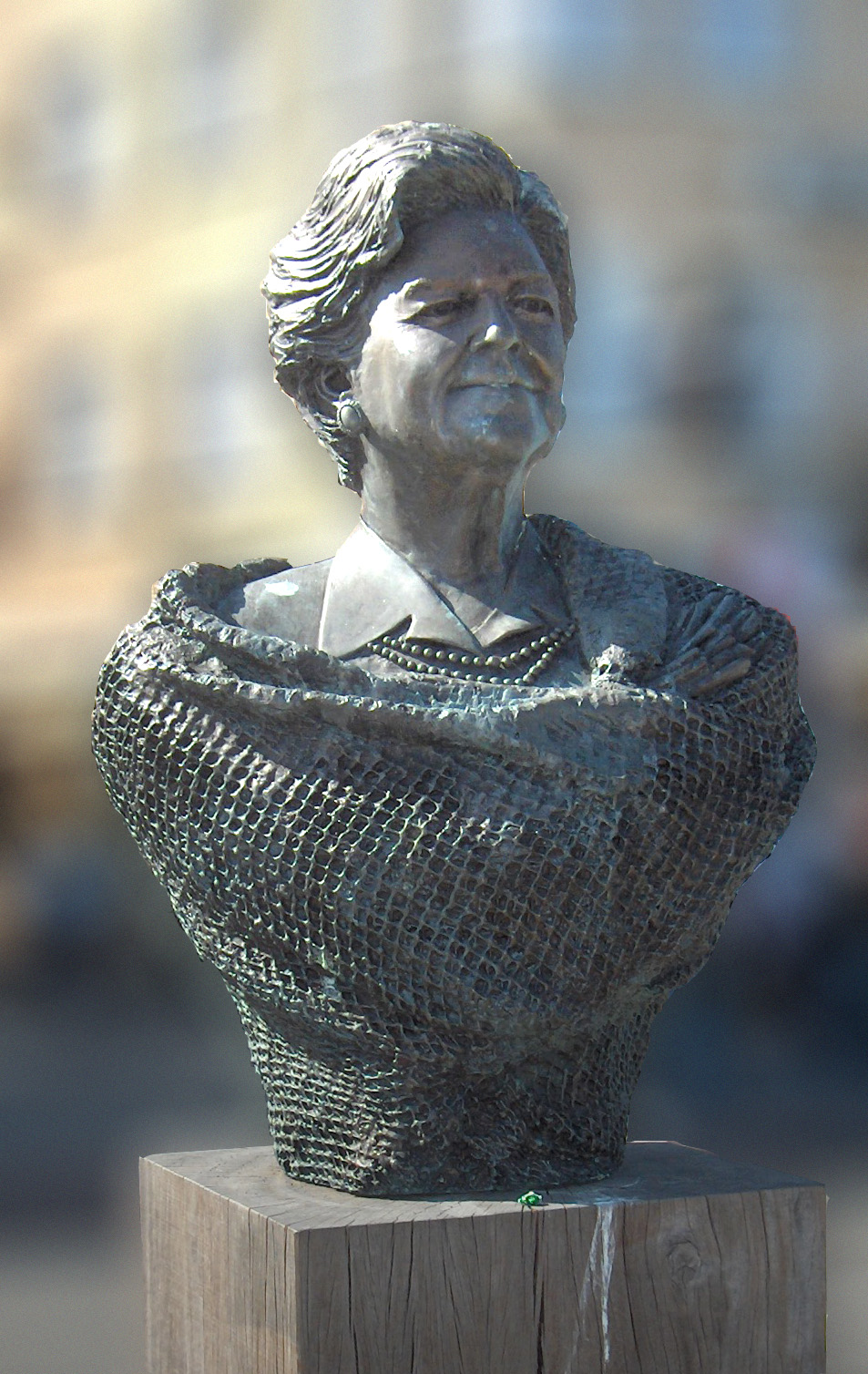
Bronzen buste (2005) door Josyane Vanhoutte

Op 11 augustus 2005 werd de zangeres gehuldigd met een standbeeld geplaatst voor de "gernoastrap" of vistrap (garnaal)  aan de Visserskaai te Oostende, in aanwezigheid van de zangeres. Deze plaats was uiterst geschikt, vermits de zangeres geboren is in de nabijheid van de Visserskaai en steeds het lief en leed van de vissers heeft bezongen. Deze buste werd ontworpen door de beeldhouwster Josyane Vanhoutte die eerder ook een standbeeld ontwierp van wijlen Koning Boudewijn (op de Zeedijk nabij de Venetiaanse Gaanderijen) en het beeld De Zwaan in Zandvoorde.

## Videoclips
Lucy heeft ook al tal van videoclips opgenomen. De eerste 11 clips staan op VHS "The Best of Lucy Loes", (speciale gast: Peter Bulckaen, Max uit Wittekerke) waaronder "m'n zeekapiting", "'t Is gedoan met de dikke madam", "Bie uus an 't zeetje" en tal van andere meezingers. 
De recentste clips (2006) staan op dvd "Voe Junder" een dvd met 12 nieuwe nummers opgenomen in binnen- en buitenland (speciale gast: Herr Seele). Ze had een ‘hertje van koekebrood’, zoals ze hier in Ostende plegen te zeggen”, omschrijft Herr Seele de zangeres.

## Levenseinde
Deze dvd zou ook haar laatste blijken. In 2009 kondigde ze haar afscheid als zangeres aan omdat ze botkanker had. Ze nam afscheid op 'haar' Paulusfeesten in Oostende op 15 augustus 2009. Lucy Loes overleed op 82-jarige leeftijd op 17 juni 2010. Zij kreeg onder grote belangstelling een uitvaart in de Sint-Petrus-en-Pauluskerk, de hoofdkerk van Oostende op 25 juni 2010.

## Discografie

### Albums
- De beste van Lucy Loes
- Het allerbeste
- Ambi met Lucy Loes

### Singles
- De tsjoeke-tsjoeke-tring / 'k zoen willen een tot hên
- Lucy van de staminee / Kom, zet je bie!
- 'n Visscherslief / In de goeien oeden tied
- De majoretjes / Ikke en m'n zeune
- We zitten weer in d'ambiance / Onk' s'avonds noar me bedje goan
- De Vlaamse hukkelbuk / De bierbuuk
- Naar San José
- M'n eerste lief / Je moe kunnen vergeven (1982)
- M'n zeekapiting (2000)
- 't Is gedaan met de dikke madam!! (2003)

### Dvd's
- Voe junder (2006)